# Personificazione nazionale

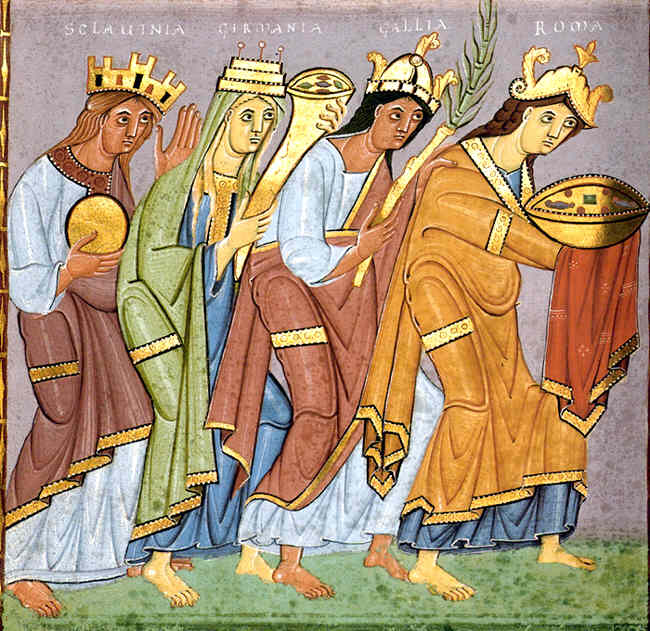
Un primo esempio di personificazione nazionale in un libro evangelico del 990: Sclavinia, Germania, Gallia e Roma recano offerte a Ottone III di Sassonia

La personificazione nazionale è un'antropomorfizzazione di una nazione, usata solitamente per scopi illustrativi o propagandistici.

## Storia

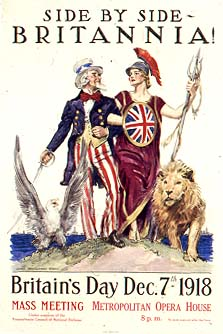
Britannia insieme a Uncle Sam simboleggia l'alleanza britannico-americana nella prima guerra mondiale

Nelle prime personificazioni nel mondo occidentale si impiegavano divinità guerriere o figure simbolo di saggezza (ad esempio la dea Atena in Grecia), a indicare la forza e il potere della nazione. Spesso i nomi derivano da quelli latini delle province romane: casi tipici sono Britannia, Germania e Helvetia.
Esempi di personificazione della Dea della Libertà includono Marianne, la Statua della Libertà e molti esempi di moneta degli Stati Uniti; esempi di rappresentazioni di ogni uomo o del cittadino, piuttosto che della nazione stessa, sono Deutscher Michel e John Bull.

## Elenco per nazione
| Nazione     | Personaggio                                                                                      |
| ----------- | ------------------------------------------------------------------------------------------------ |
| Albania     | Madre Albania (Nëna Shqipëria)                                                                   |
| Argentina   | Effigie della Repubblica libertà, repubblica la patria, Gaucho, Martín Fierro                    |
| Armenia     | Madre Armenia (Mayr Hayastan)                                                                    |
| Australia   | Little Boy from Manly, canguro                                                                   |
| Austria     | Austria                                                                                          |
| Azerbaigian | Koroghlu                                                                                         |
| Belgio      | Belgica. Il Paese è rappresentato anche come un leone, storicamente conosciuto come Leo Belgicus |
| Brasile     | Efígie da República                                                                              |
| Canada      | Johnny Canuck                                                                                    |
| Cile        | Huaso, Doña Juanita                                                                              |
| Danimarca   | Ogier il Danese                                                                                  |
| Europa      | Europa (figlia di Agenore), Europa regina                                                        |
| Filippine   | Juan de la Cruz                                                                                  |
| Finlandia   | Aura la Vergine Finlandese                                                                       |
| Francia     | Marianne                                                                                         |
| Germania    | Germania, Deutscher Michel                                                                       |
| Giappone    | Amaterasu Omikami                                                                                |
| Grecia      | Atena                                                                                            |
| India       | Bharat Mata                                                                                      |
| Indonesia   | Garuḍa, Ibu Pertiwi                                                                              |
| Irlanda     | Ériu, Kathleen Ni Houlihan, Hibernia                                                             |
| Islanda     | Fjallkonan                                                                                       |
| Israele     | Srulik                                                                                           |
| Italia      | Italia turrita                                                                                   |
| Malaysia    | Tigre malese                                                                                     |
| Malta       | Melita                                                                                           |
| Norvegia    | Ola Nordmann Kari Nordmann, Nór                                                                  |
| Paesi Bassi | Hans Brinker Jan Modaal,                                                                         |
| Perù        | Chalán, Patría                                                                                   |
| Polonia     | Polonia                                                                                          |
| Portogallo  | Zé Povinho, Eu Nacional, Lusitania, Répubblica                                                   |
| Regno Unito | Britannia , John Bull                                                                            |
| Romania     | Romania                                                                                          |
| Russia      | Madre Russia, Orso                                                                               |
| Spagna      | Hispania                                                                                         |
| Stati Uniti | Libertà, Zio Sam, Brother Jonathan, Columbia                                                     |
| Svezia      | Madre Svea                                                                                       |
| Svizzera    | Helvetia                                                                                         |
| Thailandia  | Re                                                                                               |
| Venezuela   | Juan Bimba                                                                                       |